# Antheraea biedermanni
Antheraea biedermanni är en fjärilsart som beskrevs av Friedrich Wilhelm Niepelt 1932. Antheraea biedermanni ingår i släktet Antheraea och familjen påfågelsspinnare. Inga underarter finns listade i Catalogue of Life.